# Mesabolivar banksi
Mesabolivar banksi is een spinnensoort uit de familie trilspinnen (Pholcidae). De soort komt voor in Brazilië.